# Natalia Abramowicz
Natalia Abramowicz (ur. 2 października 1897 w Radomsku, zm. 1979) – mieszkanka Radomska, Sprawiedliwa wśród Narodów Świata.

## Życiorys

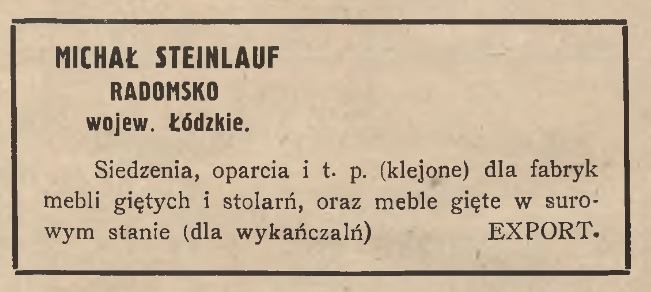
Reklama przedsiębiorstwa prowadzonego przez Michała Steinlaufa przed wojną w Radomsku

Była córką Fryderyka Abramowicza, który wraz z małżonką prowadził okoliczną kwiaciarnię w Radomsku. W trakcie II wojny światowej cała rodzina została wpisana na volkslistę. Jeden z krewnych Natalii Abramowicz na początku lat 20. xx wieku posiadała firmę specjalizującą się w giętym drzewie, w której wspólnikami było dwóch Żydów.

### Pomoc rodzinie Steinlauf
W grudniu 1939 r. Niemcy utworzyli w Radomsku getto dla żydowskiej ludności miasta. Uwięziono w nim m.in. Michała Steinlaufa, właściciela przedwojennego zakładu specjalizującego się w produkcji siedzeń i oparć dla fabryki mebli giętych i stolarń. Był to dobry znajomy rodziny Natalii Abramowicz – swój interes prowadził wraz z jej krewnym. W październiku 1942 r. tuż przed likwidacją radomszczańskiego getta, Abramowicz podjęła decyzję o przyjęciu pod swój dach Steinalufa wraz z rodziną – żoną Małką, dziećmi Surą i Kalmanem oraz siostrą Polą Wygodzką i szwagrem Jakubem. Zamieszkali na strychu jej domu. Wsparcie to nie byłoby możliwe bez pomocy znajomej, Weroniki Kalek, która przed wybuchem wojny opiekowała się dziećmi żydowskiego przedsiębiorcy, a po zamknięciu rodziny w getcie dostarczała im jedzenie, co pozwoliło im przetrwać.
Steinlaufowie ukrywali się u Abramowicz przez ok. 9 miesięcy. Wiosną 1943 r. wiele domów w Radomsku było przeszukiwanych przez Gestapo, które poszukiwało ukrywających się Żydów, zatem zagrożenie wykryciem kryjówki znacząco wzrosło. Abramowicz postanowiła, że żona i dzieci Steinlaufa wyjadą do Częstochowy, gdzie pozostaną w ukryciu. Z kolei Michał zostanie u Natalii, a Jakub znajdzie inną, bezpieczniejszą kryjówkę w Radomsku. Mężczyzna, który miał odebrać żydowską rodzinę z częstochowskiego dworca okazał się być zdrajcą, a cała grupa wraz z Weroniką Kalek została aresztowana i zamordowana. Zostały one rozstrzelane 20 czerwca 1943 roku.
Natalia Abramowicz, poszukiwana przez Niemców, została aresztowana 8 maja 1943 r. Dzięki jej zaangażowaniu udało się zbiec ukrywanemu przez nią w dalszym ciągu mężczyźnie. Za pomoc Żydom, naziści skazali ją na karę śmierci, ale jako, że była wpisana na volkslistę zamieniono jej karę na więzienie. Uratowało jej to życie – wraz ze zbliżającym się frontem została wywieziona do Hamburga, a następnie do Bremen, gdzie doczekała wyzwolenia.

### Losy powojenne
Natalia Abramowicz została wyzwolona przez żołnierzy brytyjskich, ale nie wróciła już do Polski. Do 1950 r. pozostała w obozie w pobliżu Hamburga. Tam odwiedził ją Steinlauf potwierdzając śmierć jego najbliższej rodziny. Abramowicz zawsze marzyła o odwiedzeniu USA toteż wyemigrowała do tego kraju. Pracowała jako gosposia w Welsh w Luizjanie, a następnie przeprowadziła się do Saint Louis. Zajmowała się obróbką orzechów. Michał Steinlauf przeżył II wojnę światową i po jej zakończeniu wraz z nową rodziną wyemigrował do Australii. Zamieszkał w Melbourne, gdzie kierował fabryką koszul. W artykułach publikowanych w Saint Louis na temat Abramowicz wzywano lokalnych Żydów do otoczenia jej serdeczną opieką. Tamtejsza organizacja zrzeszająca ludność żydowską troszczyła się o jej opiekę medyczną i mieszkanie.
W wywiadzie opublikowanym w lokalnej amerykańskiej gazecie w 1971 r., Abramowicz skomentowała pomoc udzielaną Żydom: „trudno powiedzieć, czy on [Steinlauf] mnie poprosił, czy też pierwsza zaproponowałam”.
8 lipca 1969 r. otrzymała przyznany przez instytut Jad Waszem medal Sprawiedliwy wśród Narodów Świata.